# Pierluigi Castellani
Pierluigi Castellani (Spoleto, 11 aprile 1938) è un politico italiano.

## Biografia
Già esponente della Democrazia Cristiana di cui è stato consigliere regionale in Umbria, alle elezioni politiche del 1994 viene eletto senatore con il Partito Popolare Italiano. Conferma il proprio seggio a Palazzo Madama anche dopo le elezioni politiche del 1996, dal novembre di tale anno all'ottobre 1998 è sottosegretario alle Finanze (con delega alla fiscalità locale) nel Governo Prodi I. Viene rieletto poi al Senato con la Margherita alle elezioni del 2001.
Termina il suo mandato parlamentare nel 2006. Dopo lo scioglimento della Margherita aderisce al PD.

## Opere
- Un'affollata solidutine, 2011, Edimond